# وزنبرگ (شلسویگ-هولشتاین)
وزنبرگ (به آلمانی: Wesenberg) یک شهر در آلمان است که در شتورمارن واقع شده‌است. وزنبرگ ۱٬۱۵۲ نفر جمعیت دارد.